# Mercy Street
Mercy Street – amerykański kostiumowy serial dramatyczny, który miał swoją premierę 14 stycznia 2016 roku w Stanach Zjednoczonych. 9 marca 2017 roku amerykańska stacja PBS poinformowała, że serial zostanie anulowany.

## Fabuła
Akcja serialu rozgrywa się w środowisku lekarzy i pielęgniarek, w czasach amerykańskiej wojny domowej.

## Obsada
- McKinley Belcher III(inne języki) jako Samuel Diggs
- Suzanne Bertish(inne języki) jako Matron Brannan
- Norbert Leo Butz(inne języki) jako dr Byron Hale
- L. Scott Caldwell jako Belinda Gibson
- Gary Cole jako James Green Senior
- Jack Falahee jako  Frank Stringfellow
- Peter Gerety(inne języki) jako dr Alfred Summers
- Shalita Grant(inne języki) jako Aurelia Johnson
- Hannah James(inne języki) jako Emma Green
- Brad Koed jako James Green Junior
- Luke Macfarlane jako Chaplain Henry Hopkins
- Cameron Monaghan jako Tom Fairfax
- Donna Murphy(inne języki) jako Jane Green
- Josh Radnor jako dr Jed Foster
- AnnaSophia Robb jako Alice Green
- Tara Summers(inne języki) jako Anne Hastings
- Wade Williams jako Silas Bullen
- Mary Elizabeth Winstead jako Mary Phinney

i inni